# Milka (Marke)

Logo von Milka

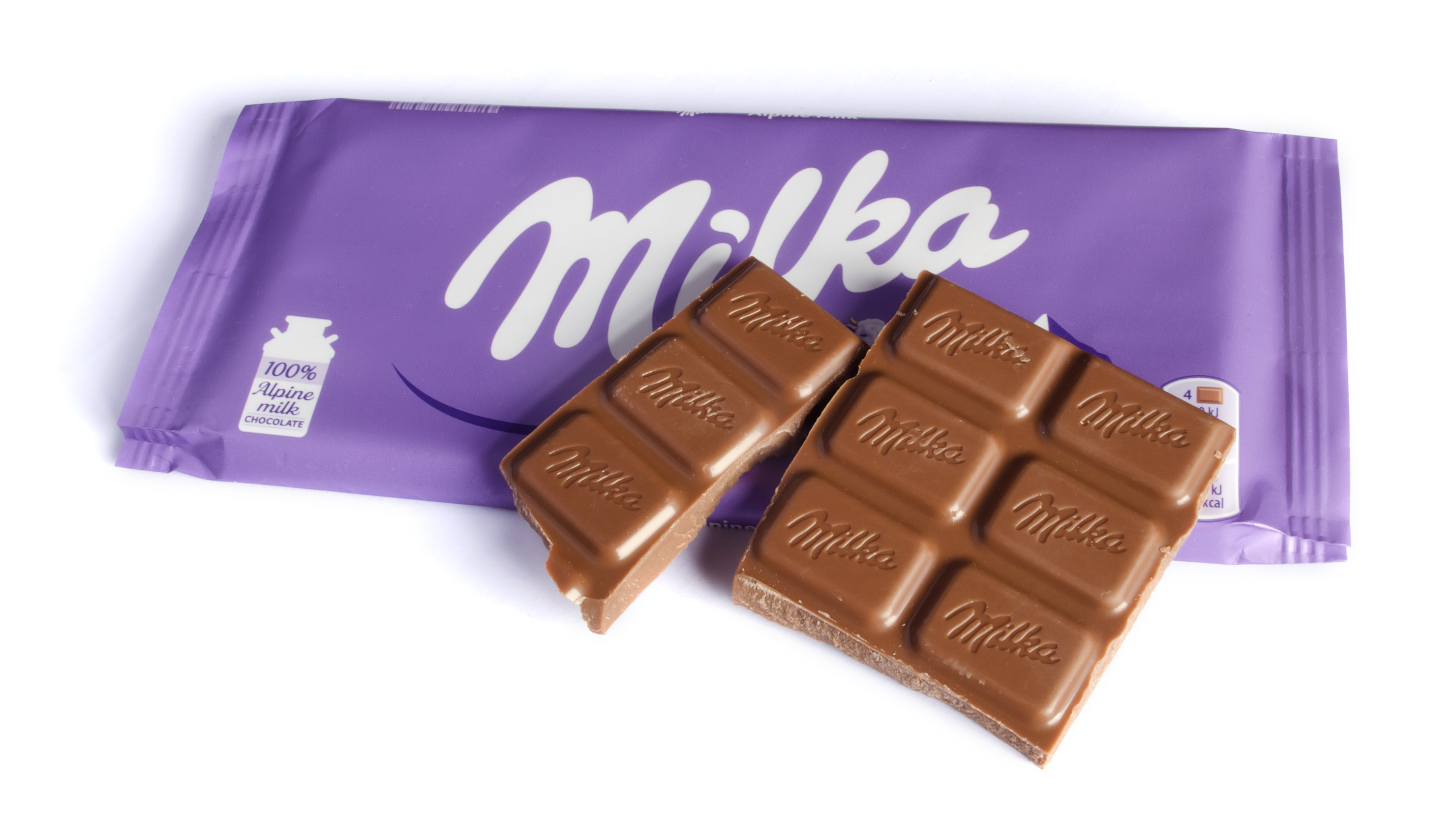
Milka Alpenmilchschokolade

Milka ist eine Marke für Schokoladenprodukte des US-amerikanischen Nahrungsmittelkonzerns Mondelez International. Die Schokolade wird unter anderem im baden-württembergischen Lörrach, im vorarlbergischen Bludenz und im bulgarischen Swoge hergestellt.

## Gründerjahre
Am 17. November 1825 gründete der Schweizer Zuckerbäcker Philippe Suchard eine Confiserie in Neuenburg. Er warb für ein neuartiges handgemachtes Dessert, die « [le] chocolat fin de sa fabrique » (französisch für „feine Schokolade aus eigener Herstellung“), deren Rezept jedoch nicht überliefert ist. 1826 erwarb er im Nachbardorf Serrières eine ehemalige Wassermühle und baute dort eine maschinelle Produktion von Tafelschokolade auf (ca. 25–30 kg pro Tag).
Schokolade (außer Trinkschokolade) wurde ursprünglich ohne Milch hergestellt, sodass sie einen herben Geschmack und eine dunkelbraune Farbe hatte.

## Die Marke Milka

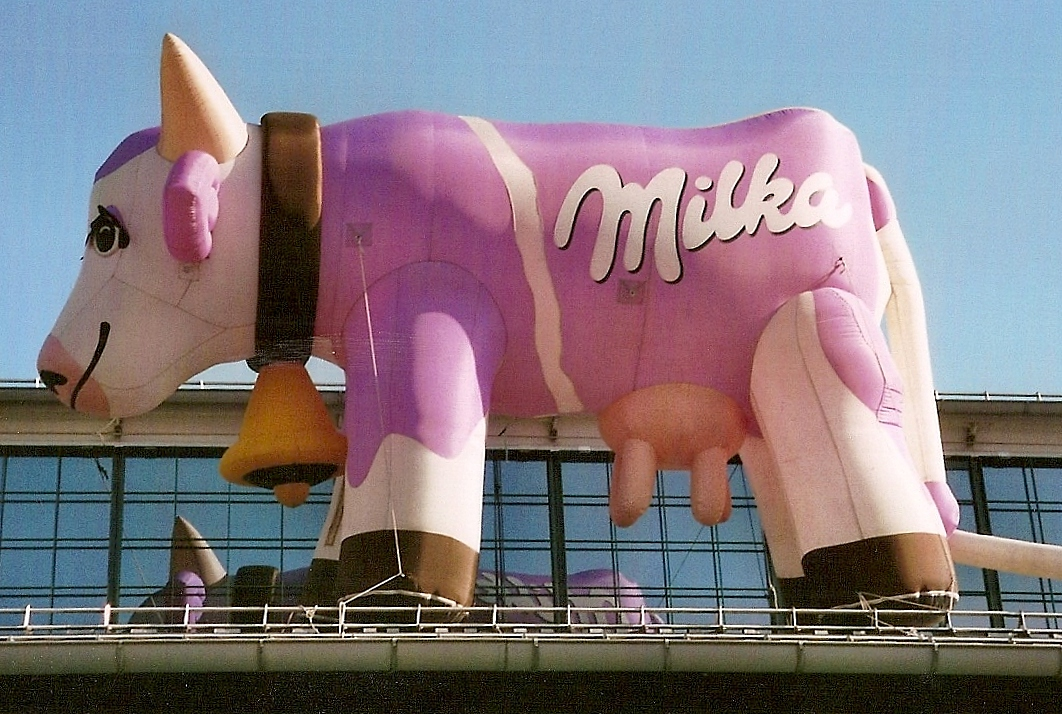
Milka-Kuh in München

Im Jahr 1901 wurde der Markenname „Milka“ registriert; das Akronym entstand aus der Zusammenziehung der Wörter „Milch“ und „Kakao“. Seitdem wird die Milka-Schokolade in Lörrach hergestellt und in einem lilafarbenen Umschlag angeboten, versehen mit dem Bild einer Kuh im Alpenpanorama. 1972 erhielt die so genannte Milka-Kuh ebenfalls eine lila Färbung.
Nach der Übernahme von „Jacobs Suchard“ durch Kraft Foods im Jahr 1990 wurde nach und nach auf den Namen Suchard auf der Verpackung verzichtet. Rezepturen wurden verändert.
Der vom Konzern gewählte lila Farbton spielt eine zentrale Rolle für die Marke Milka. Laut Angaben der Firma Kraft war das sogenannte Milka-Lila 1995 die erste abstrakte Farbmarke, die im weiten Sinn europaweit geschützt wurde. In ihrem Rechtsstreit gegen die Verdener Keks- und Waffelfabrik Hans Freitag, die für die Verpackung ihrer 500-Gramm-Gebäckmischung einen ähnlichen lilafarbenen Grundton verwendete, entschied der Bundesgerichtshof 2004 in einem Grundsatzurteil, dass die Farbe Lila und verwechselbare Farbtöne bei Verpackung von Schokoladenwaren weiterhin nur für Milka-Produkte verwendet werden dürfen. Der Markenschutz gilt bis mindestens September 2035 fort.

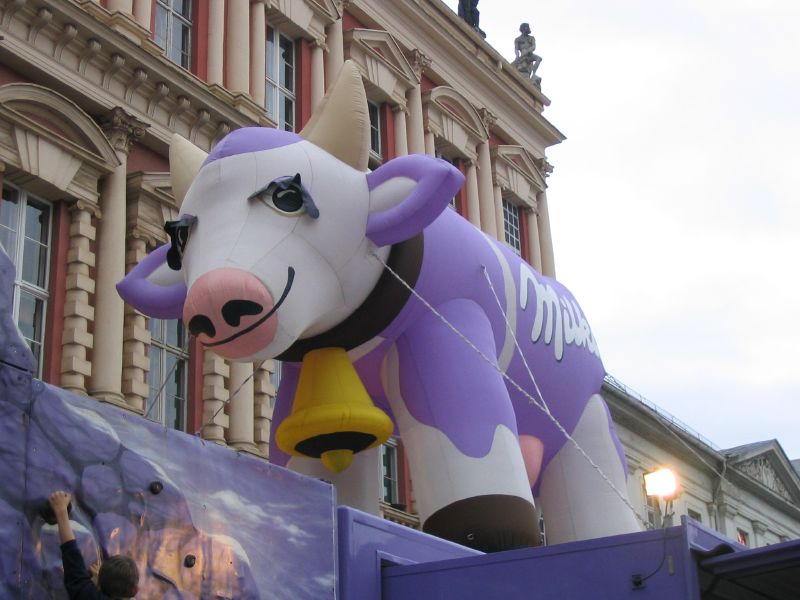
Milka-Kuh in Potsdam

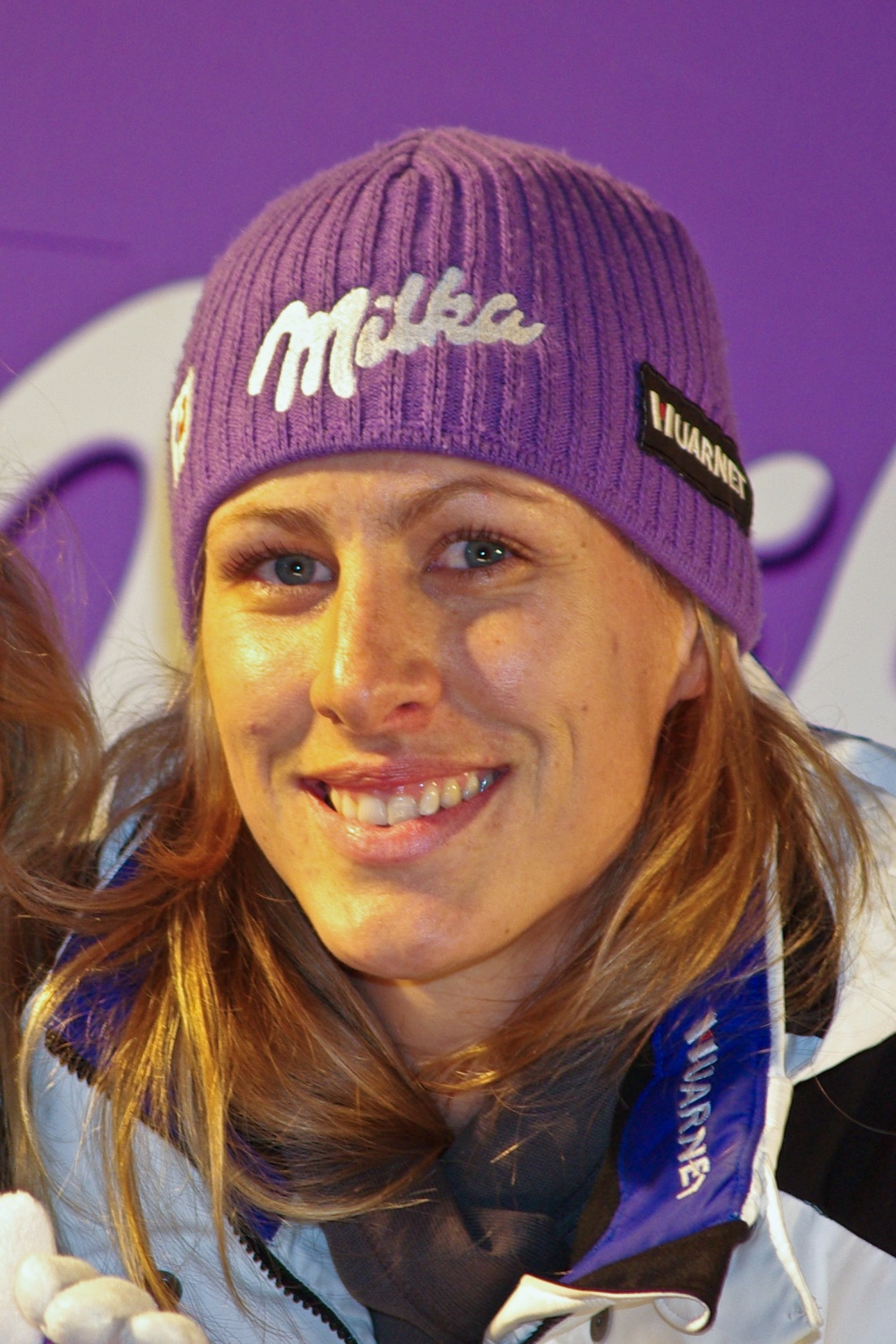
Sponsoring im alpinen Spitzensport

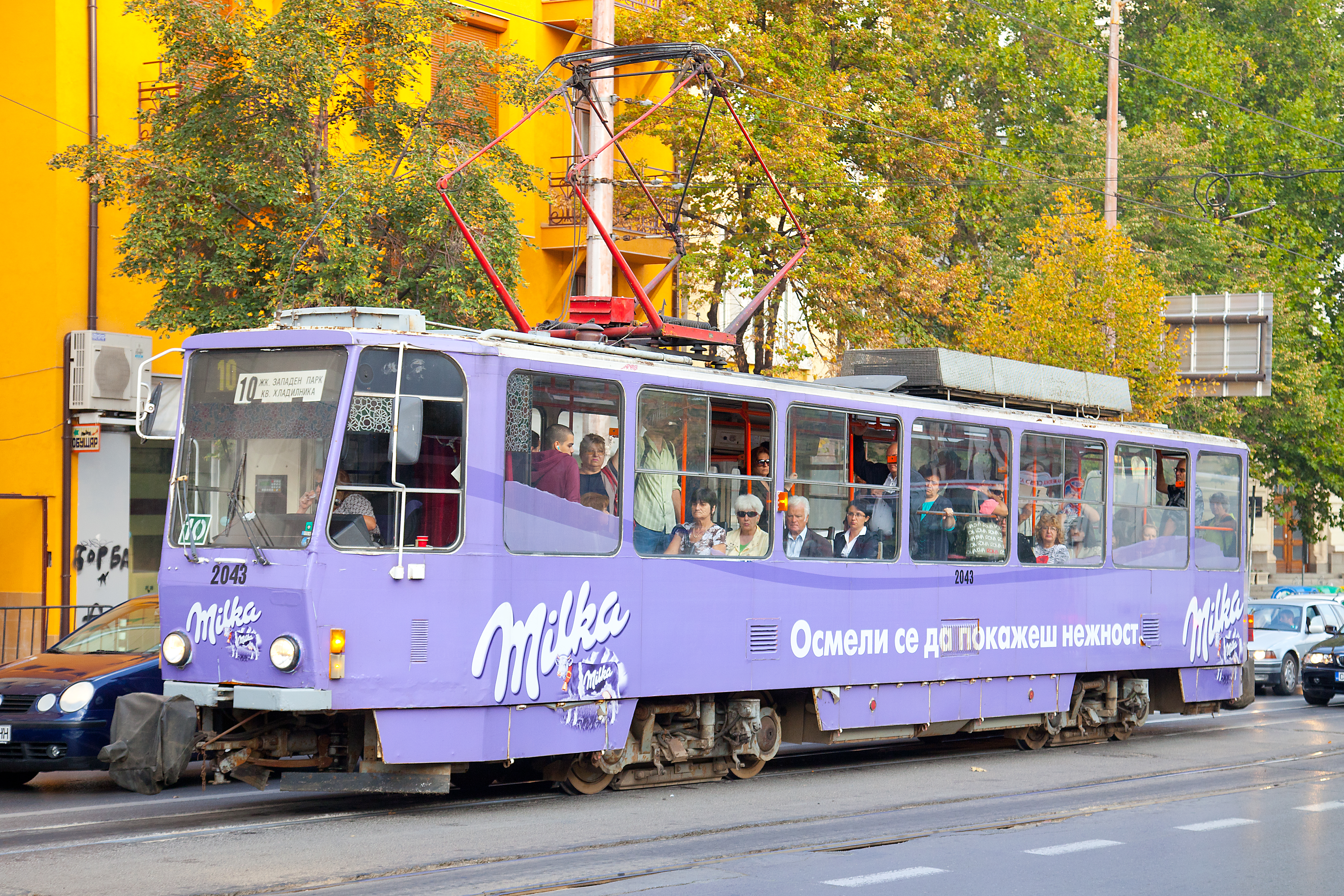
Milka-Werbung auf einer Tatra-T6A2-Straßenbahn in Sofia

### Werbung
In den 1990er Jahren wurde durch die Milka-Fernsehwerbung Peter Steiner bekannt, dessen Lied „It’s cool man“ es sowohl in die deutsche als auch in die österreichische und Schweizer Hitparade schaffte. Der barttragende und bereits über 70 Jahre alte Steiner verkörperte einen Alm-Öhi, der einen Städter vor dem Vorurteil warnte, dass die Menschen auf dem Berg „altmodisch“ seien: „Aber Vorsicht: It’s cool man“.
Der Jingle „Milka, die zarteste Versuchung, seit es Schokolade gibt“ wurde vom TV- und Filmkomponisten Christian Bruhn komponiert.

## Produktion

### Produktionsorte
Die Tafelschokolade wird großteils weiterhin im Werk Lörrach (Deutschland) an der „Milkastraße“ hergestellt. Jährlich werden dort etwa 140.000 Tonnen in verschiedenen Tafelschokoladesorten produziert – hauptsächlich in 100-g-Tafeln. Werke für andere Produkte befinden sich in Bludenz (Österreich) mit einem Ausstoß von etwa 60.000 Tonnen (in der Hauptsache Großtafeln mit 200 bis 400 Gramm), in Straßburg (Frankreich) für Pralinen, in Herentals (Belgien) für Riegel (Leo) sowie in Bratislava (Slowakei) und Posen (Polen).

### Sorten
Das Sortiment der Tafelschokolade umfasst verschiedene Geschmacksrichtungen, z. B. Alpenmilch, Haselnuss, Erdbeer, Joghurt, Caramel, Nougat und weiße Schokolade.

#### Sonderprodukte
Das Sortiment ergänzen Sonderproduktionen in exotischen und anlass- oder saisonal bezogenen Geschmacksrichtungen (z. B. „Bratapfel“ im Winter).
Zu Ostern werden große Schokohasen und kleine Schokoeier (zum Auslöffeln z. B. Milka Löffel-Ei 136 g) und zum Weihnachtsfest große, kleine, dicke und dünne Weihnachtsmänner aus Schokolade hohl oder gefüllt hergestellt.

#### Kritik an sogenannter Schrumpftafel
Milka ist eine der wenigen Schokoladensorten außerhalb des Hochpreissegmentes mit Tafelgrößen unter den üblichen 100 Gramm. So vermarktete der Hersteller Sondersorten, deren Umverpackung zwar so groß wie die einer 100g-Tafel schienen, deren Inhalt aber 93, 90, 87 und dann 81 Gramm wog. Die große, ursprünglich 300 Gramm schwere Tafel behielt ebenfalls optisch nahezu ihre früheren Abmessungen, wog oft aber nur 270 Gramm, was sie damit vielleicht teurer als drei 100-Gramm-Tafeln machte. Da die Erscheinung der neuen leichteren Produkte denen der ursprünglich üblichen Verpackungen ähnelte, erhoben Verbraucher Vorwürfe ihrer Irreführung und die Verbraucherzentrale Hamburg kritisierte am 13. Juni 2018 diese Milka-„Schrumpftafeln“ als „Mogelpackung“.
Milka stand auch 2025 in der Kritik, als die 100 Gramm-Tafel neuerlich auf 90 Gramm geschrumpft, und kurz zuvor der Preis von 1,49 Euro auf 1,99 Euro erhöht worden war. Milka erhielt dafür von foodwatch den Goldenen Windbeutel. In der Begründung für diesen Schmähpreis kritisierte foodwach diese Vorgehensweise als "Gierflation" und "dreistes Beispiel für Shrinkflation".

### Sortimentserweiterung
Die Nutzung der Marke wurde erweitert um die Erzeugnisse:
Milka M-joy (in vier Sorten), Nussini, Tender, Milka Luflée, I love Milka, Milka Schoko & Keks Minis, Milka Leo, Milka Amavel, Milketten, Milka Snax (in vier Sorten) sowie limitiert Milka Choqsplash in den Sorten Haselnuss und Minze.
Zudem um die später wieder eingestellten Erzeugnisse Milka Lila Stars, Milka Fresh, Milka Amavel, Milka Schoko Drink, Milka Mona Lila, Milka Montelino und Lila Pause.
Im Frühjahr 2020 kam ein Haselnusscreme-Aufstrich unter der Marke Milka auf den Markt, der anders als viele Konkurrenzprodukte mit Palmöl Sonnenblumenöl (Stand 2020) oder Rapsöl (Stand 2023) enthält.

## Kooperation
In Erwartung von Wettbewerbsvorteilen durch eine erweiterte Nutzung der etablierten wertvollen Marke auf einem globalisierten Süßwarenmarkt arbeitet die Herstellerin mit übertragener oder übernommener Nutzung verschiedener Marken des Konzerns oder von Partnern (Co-Branding).
- So wird in Deutschland bei neuen Spots für Speiseeis der Marke Langnese (der britischen Unilever) auch  Milka beworben; im Gegenzug wurde auf fünf Millionen Milka-Tafeln auf das Langnese-Produkt „Cremissimo“ verwiesen.
- Ein Brotaufstrich der Konzernmarke Philadelphia auf der Basis von Frischkäse und mit Milchschokolade ist gekennzeichnet mit: mit Milka.
- Schokoladentafeln mit anderen Konzernmarken sind die Sorten „Milka & Oreo“,  „Milka & Daim“ und seit 2012  „Milka & TUC Crackers“ und „Milka & LU Kekse“. Zeitweise wurde auch „Milka & Chips Ahoy!“ angeboten.[14]
- In Kooperation mit dem Markennutzer von Jacobs Tassimo wird ein Kakao-Heißgetränk für Portionskaffeemaschinen vermarktet. Mit ihrer Markenschwester aus gemeinsamen Schweizer Zeiten Jacobs ist der amerikanische Nutzer der Marke Milka über ein Joint Venture mit der niederländischen Jacobs Douwe Egberts verbunden, an der Mondelez eine starke Beteiligung hält.

## Rechtsstreit um die quadratische Form
Schokolade der Marke Ritter-Sport gibt es in ihrer quadratischen Form seit 1932 und der Hersteller Alfred Ritter ließ sich diese Form schützen. Der Nutzer der Marke Milka, also der Konzern Mondelēz International stritt lange darum, Schokolade ebenfalls in quadratischer Form auf den Markt bringen zu dürfen. Der Bundesgerichtshof erkannte im Juli 2020, dass die quadratische Form Ritter Sport vorbehalten bleibe.

## Geschäftliche Aktivität trotz russischen Überfalls auf die Ukraine
Das Unternehmen Mondelez wurde kritisiert, da es im russischen Angriffskrieg auf die Ukraine weiterhin in Russland geschäftlich tätig ist.